# سودی (کومونه)
سودی (به ایتالیایی: Soddì) یک کومونه در ایتالیا است که در استان اریستانو واقع شده‌است. سودی ۵٫۴ کیلومتر مربع مساحت و ۱۳۷ نفر جمعیت دارد.